# Callyspongia abnormis
Callyspongia abnormis är en svampdjursart som beskrevs av Gustavo Pulitzer-Finali 1993. Callyspongia abnormis ingår i släktet Callyspongia och familjen Callyspongiidae. Inga underarter finns listade i Catalogue of Life.